# Chaudeney-sur-Moselle
Chaudeney-sur-Moselle és un municipi francès situat al departament de Meurthe i Mosel·la i a la regió del Gran Est. L'any 2007 tenia 680 habitants.

## Demografia

### Població
El 2007 la població de fet de Chaudeney-sur-Moselle era de 680 persones. Hi havia 258 famílies, de les quals 64 eren unipersonals (32 homes vivint sols i 32 dones vivint soles), 75 parelles sense fills, 107 parelles amb fills i 12 famílies monoparentals amb fills.
La població ha evolucionat segons el següent gràfic:
Habitants censats

### Habitatges
El 2007 hi havia 281 habitatges, 263 eren l'habitatge principal de la família, 3 eren segones residències i 15 estaven desocupats. 248 eren cases i 32 eren apartaments. Dels 263 habitatges principals, 216 estaven ocupats pels seus propietaris, 42 estaven llogats i ocupats pels llogaters i 6 estaven cedits a títol gratuït; 7 tenien dues cambres, 33 en tenien tres, 65 en tenien quatre i 158 en tenien cinc o més. 215 habitatges disposaven pel capbaix d'una plaça de pàrquing. A 104 habitatges hi havia un automòbil i a 137 n'hi havia dos o més.

### Piràmide de població
La piràmide de població per edats i sexe el 2009 era:
| Homes | Edats   | Dones |
| ----- | ------- | ----- |
| 0     | 95 o +  | 0     |
| 4     | 90 a 94 | 0     |
| 0     | 85 a 89 | 4     |
| 4     | 80 a 84 | 8     |
| 12    | 75 a 79 | 12    |
| 12    | 70 a 74 | 12    |
| 16    | 65 a 69 | 16    |
| 8     | 60 a 64 | 16    |
| 28    | 55 a 59 | 24    |
| 24    | 50 a 54 | 20    |
| 36    | 45 a 49 | 16    |
| 20    | 40 a 44 | 20    |
| 24    | 35 a 39 | 28    |
| 20    | 30 a 34 | 24    |
| 16    | 25 a 29 | 24    |
| 32    | 20 a 24 | 0     |
| 28    | 15 a 19 | 16    |
| 24    | 10 a 14 | 40    |
| 28    | 5 a 9   | 20    |
| 12    | 0 a 4   | 8     |

## Economia
El 2007 la població en edat de treballar era de 451 persones, 331 eren actives i 120 eren inactives. De les 331 persones actives 305 estaven ocupades (168 homes i 137 dones) i 26 estaven aturades (13 homes i 13 dones). De les 120 persones inactives 45 estaven jubilades, 44 estaven estudiant i 31 estaven classificades com a «altres inactius».

### Ingressos
El 2009 a Chaudeney-sur-Moselle hi havia 262 unitats fiscals que integraven 695,5 persones, la mediana anual d'ingressos fiscals per persona era de 20.716 €.

### Activitats econòmiques
Dels 23 establiments que hi havia el 2007, 3 eren d'empreses extractives, 2 d'empreses alimentàries, 1 d'una empresa de fabricació d'altres productes industrials, 8 d'empreses de construcció, 3 d'empreses de comerç i reparació d'automòbils, 4 d'empreses d'hostatgeria i restauració, 1 d'una empresa de serveis i 1 d'una empresa classificada com a «altres activitats de serveis».
Dels 7 establiments de servei als particulars que hi havia el 2009, 1 era un paleta, 3 lampisteries, 1 electricista i 2 restaurants.
L'únic establiment comercial que hi havia el 2009 era una fleca.
L'any 2000 a Chaudeney-sur-Moselle hi havia 10 explotacions agrícoles.

## Equipaments sanitaris i escolars
El 2009 hi havia 1 escola maternal i 1 escola elemental integrada dins d'un grup escolar amb les comunes properes formant una escola dispersa.

## Poblacions més properes
El següent diagrama mostra les poblacions més properes.